# Thermite
Pour l’article ayant un titre homophone, voir Termite.

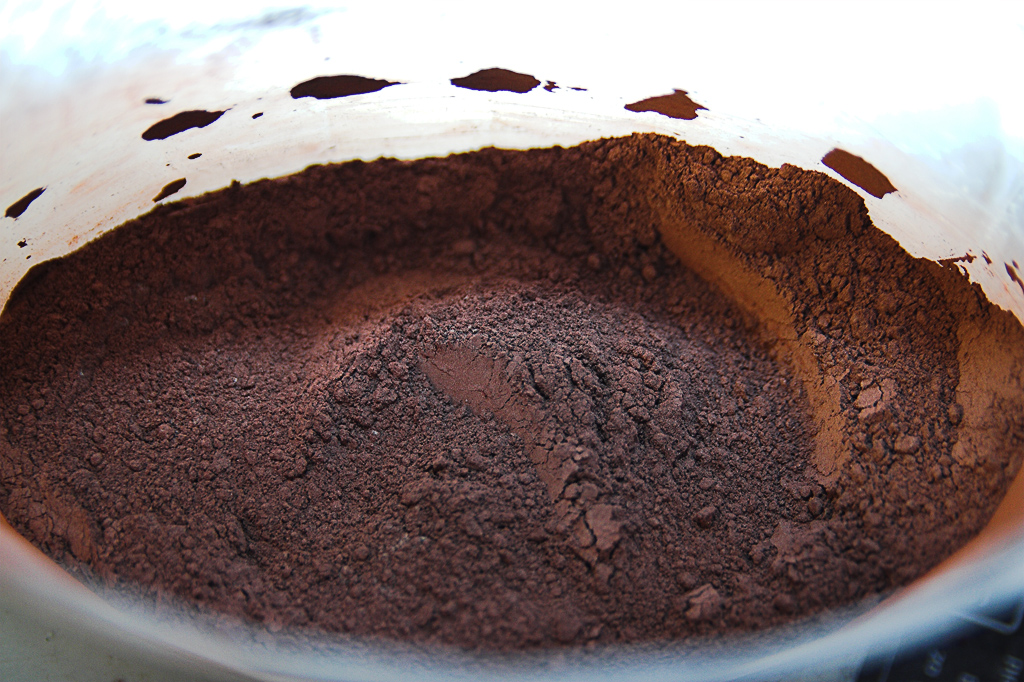
Un mélange thermite utilisant l'oxyde de fer.

La thermite est un mélange d'aluminium métallique et d'oxyde d'un autre métal, généralement l'oxyde de fer. Sa réaction dite aluminothermique dans laquelle l'aluminium est oxydé et l'oxyde métallique réduit, a été découverte par Hans Goldschmidt en 1893 qui a breveté le procédé en 1895.
Cette réaction chimique génère une chaleur intense permettant d'atteindre une température de 2 204,4 °C. La thermite est utilisée le plus souvent pour souder ou faire fondre de l’acier.
Un dérivé beaucoup plus réactif de la thermite appelé nanothermite ou superthermite est notamment utilisé comme carburant pour les fusées. La nanothermite peut aussi être utilisée sous la forme d'explosif extrêmement puissant mais son utilisation est limitée par son coût élevé.
Le nom « thermite » est aussi utilisé pour faire référence à un mélange de deux éléments chimiques de ce type.
Les réactifs sont généralement sous forme de poudre et mélangés à un liant pour conserver les matériaux à l'état solide et éviter leur séparation.

## Utilisation civile

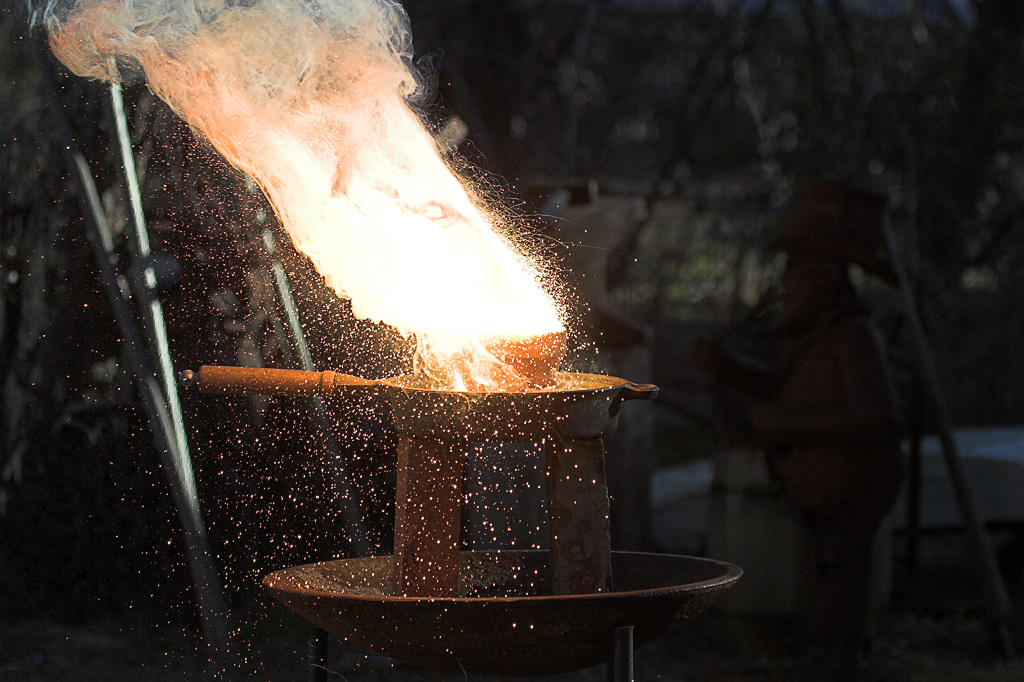
Réaction aluminothermique sur une pièce en fer.

La thermite a divers usages civils. Ce n'est pas un explosif au sens strict d'une réaction explosive, elle agit en exposant une petite partie d'un métal à de très hautes températures, permettant ainsi des usages comme la découpe de métal ou la soudure, par exemple pour souder des rails de chemin de fer.
Elle est également utilisée pour créer des effets spéciaux pyrotechnique, par exemple pour le film Oppenheimer.

## Utilisation militaire
La thermite a été utilisée pendant la Seconde Guerre mondiale. Elle permettait notamment à un équipage de bombardier Boeing B-17 Flying Fortress tombé en territoire ennemi de détruire son viseur Norden, qui était un secret militaire.
La Marine japonaise en a utilisé un dérivé pour ses obus incendiaires « Type 3 » afin de créer un mur de flamme, dont la principale utilité était le bombardement de cibles au sol.
L'utilisation militaire à des fins de destruction de matériel sensible ou pris à l'ennemi se maintient. Les « pots thermiques » en service dans l'armée française ont l'apparence d'une grosse grenade cylindrique beige et sont posés sur une partie irréparable du matériel à détruire avant d’être déclenchés (bloc-moteur et fût du canon pour un char par exemple).
Un dérivé de la thermite est utilisé dans les grenades incendiaires comme les AN-M14 utilisées (entre autres) par l'USMC, qui permettent aux soldats de détruire complètement des hélicoptères perdus au combat comme ce fut le cas au cours de la bataille de Mogadiscio, ou pour la mort d'Oussama ben Laden, même si le rotor de queue du Black Hawk modifié n'a pas pu être détruit.
Pendant la guerre russo-ukrainienne, des drones opérés par l'Armée ukrainienne déversent de la thermite sur des forêts ou cibles que les bombardements classiques affecteraient peu. Sur ce champ de bataille, la thermite est également utilisée pour faire fondre les protections anti-drones des blindés, ou leur blindage pour tuer leurs occupants.